# Fadji Maina
 (juin 2020).
Pour les articles homonymes, voir Maina (homonymie).
Fadji Zaouna Maina est une scientifique nigérienne travaillant au Goddard Space Flight Center de la NASA,. Elle travaillait précédemment dans le domaine de l'hydrogéologie au Lawrence Berkeley National Laboratory où elle a utilisé un modèle informatique utilisant des superordinateurs pour étudier les effets du changement climatique sur la durabilité des ressources en eau et prédire les besoins futurs. Ses recherches ont notamment démontré que les incendies de forêt en Californie augmentent, de manière contre-intuitive, la disponibilité de l'eau dans les bassins versants, car les terres stériles ont un impact sur la dynamique des manteaux neigeux, qui fournissent de l'eau en fondant. Elle étudie également les effets potentiels de la sécheresse dans la région du Sahel africain, plaidant pour une réponse organisée portant sur l'éducation des jeunes filles et le planning familial, l'augmentation de la production agricole ainsi que la sécurité des biens et des personnes. 

## Éducation
Dr Maina a grandi à Zinder, au Niger, où elle a étudié jusqu'au lycée. Elle a ensuite complété une licence en Science à l'Université Al Quaraouiyine à Fès au Maroc, avant de fréquenter l'Université de Strasbourg pour son Master en Génie et Sciences de l'Environnement en 2013, et de poursuivre un doctorat en hydrologie en collaboration entre l'Université de Strasbourg et le CEA, qu'elle complétera en 2013. Elle a ensuite poursuivi ses recherches au Laboratoire d'Hydrologie et de Géochimie de Strasbourg (CNRS) avant de se rendre à l'École polytechnique de Milan en Italie de 2017 à 2018. Elle a rejoint le Laboratoire national Lawrence-Berkeley, en Californie, en tant que chercheuse postdoctorale en 2018. 

## Récompenses et honneurs
- 2017 : Prix Kepler (meilleure thèse en science et technologie à l'Université de Strasbourg en France).
- 2019 : Étoile montante du MIT en génie civil et environnemental[8]
- 2020 : Forbes 30 Under 30 in Science[9]